# Mailworxs
 (juillet 2020).
Mailworxs ou Mail Alliance est un réseau de sociétés postales allemandes privées régionales (principalement des éditeurs de journaux). L'objectif du réseau est de mettre en place son propre réseau national de distribution de lettres jusqu'à 1 000 grammes en concurrence avec Deutsche Post. Les partenaires de l'alliance réalisent ensemble un chiffre d'affaires de 370 millions d'euros. La part de marché possible est estimée à jusqu'à six pour cent.

## Histoire
L'association basée à Wurtzbourg est fondée le 19 janvier 2010 et les opérations commerciales commencent le 25 janvier 2010. Le directeur général est alors Michael Kunter, ancien directeur général de la division logistique de l'éditeur de journaux de Wurtzbourg Main-Post, qui appartient au groupe d'édition Holtzbrinck.
La fonction principale de Mail Alliance est de coordonner les différents prestataires de services. Il continue d'apparaître sous les marques établies des sociétés membres régionales. Quatre centres de distribution (HUB) sont mis en place. À terme, tous les partenaires de la Mail Alliance devraient utiliser un système informatique uniforme et pouvoir offrir les mêmes standards de qualité et des durées d'exécution garanties. L'avantage pour la Mail Alliance est que les entreprises régionales de services postaux peuvent désormais offrir une livraison dans tout le pays et ne plus voir les articles à perte être facturés par Deutsche Post AG.
La Mail Alliance est membre du réseau De-Mail depuis le 20 mai 2010 et prend en charge la distribution hybride pour les fournisseurs De-Mail d'United Internet.
Début décembre 2016, Postcon sollicite le rachat de la majorité de PIN Mail et du réseau de messagerie national Mail Alliance auprès de l'Office fédéral de lutte contre les cartels. Auparavant, Postcon détenait une participation égale dans les deux sociétés dans une coentreprise avec Holtzbrinck.

## Membres de Mail Alliance
- Postcon, filiale allemande de la société postale néerlandaise PostNL.
- Holtzbrinck avec ses 13 filiales dans les services de courrier, dont PIN Mail à Berlin ainsi que le PIN Mail Woltersorf et PIN Mail Wildau, Arriva, une coentreprise avec Südkurier, journal régional de Constance, opérant dans le Bade-Wurtemberg. Depuis 2011, Arriva appartient à 51% à Mediengruppe Pressedruck, 49% du groupe d'édition Georg von Holtzbrinck - avec l'éditeur de Badische Zeitung à Fribourg-en-Brisgau, BS Saar-Mosel Sarrebruck (anciennement Saariva de Sarrebruck et TV Medienservice de Trèves), Main PostLogistik Würzburg ainsi que les prestataires régionaux du Brandebourg Turbo POST Neuruppin, Blitz Kurier Rathenow, City Brief Bote Schwedt (CBB), Debex Potsdam, Die Briefboten Potsdam, Märkische Postdienste Brandenburg et Regio-Print Sales Cottbus.
- Citipost-Verbund-GmbH (Association des filiales de livraison juridiquement indépendantes de plus de 20 maisons d'édition dans la région du nord-ouest de l'Allemagne/Westphalie/Hesse du Nord, y compris en particulier Verlagsgesellschaft Madsack ; Postcon est directement impliquée dans certaines sociétés Citipost).
- Mediengruppe Pressedruck d'Augsbourg (Augsburger Allgemeine, Nordkurier) avec leur filiale Logistic-Mail-Factory (LMF, marque Schwaben Mail, active dans le sud-ouest de la Bavière et le nord du Brandebourg (Kurierverlag Neubrandenburg)).

Au total, en avril 2013, 140 entreprises de distribution de courrier sont actuellement regroupées dans Mail Alliance.

## Source de la traduction
- (de) Cet article est partiellement ou en totalité issu de l’article de Wikipédia en allemand intitulé « Herrhammer » (voir la liste des auteurs).

1. ↑  « https://www.mailalliance.net/portogebuehren-sparen/impressum/index.html » (consulté le 29 février 2020)
2. ↑  (de) Rolf Zamponi, « Neue Konkurrenz im Briefgeschäft für die Post », Hamburger Abendblatt,‎ 12 octobre 2009 (lire en ligne)